# سروکاج بیلی
سروکاج بیلی (نام علمی: Callitris baileyi) نام یک گونه از سرده سروکاج‌ها است.